# Inconeuria chimu
Inconeuria chimu är en bäcksländeart som beskrevs av Bill P.Stark och Boris C. Kondratieff 2003. Inconeuria chimu ingår i släktet Inconeuria och familjen jättebäcksländor. Inga underarter finns listade i Catalogue of Life.